# Abriendo las puertas al amor
„Abriendo Las Puertas Al Amor” este un cântec al interpretei mexicane Paulina Rubio. Acesta fost compus de C. Sánchez și Cesar Valle pentru materialul discografic de debut al artistei, La Chica Dorada. „Abriendo Las Puertas Al Amor” a fost lansat ca ultimul disc single al materialului în cursul anului 1993.
Cântecul a urcat până pe locul 9 în clasamentul Billboard Hot Latin Songs, devenind cel de-al treilea hit de top 10 al lui Rubio în această listă..

## Clasamente
| Clasament                 | Poziția maximă | Referință |
| ------------------------- | -------------- | --------- |
| Billboard Hot Latin Songs | 9              | [ 2 ]     |